# ساندي سولومون
ساندي سولومون (بالإنجليزية: Sandy Solomon)‏ هي كاتِبة وشاعرة أمريكية، ولدت في 1948.